# Uvaria chamae
Uvaria chamae este o specie de plante angiosperme din genul Uvaria, familia Annonaceae, descrisă de Ambroise Marie François Joseph Palisot de Beauvois. Conține o singură subspecie: U. c. macrocarpa.